# Literatura grega antiga

Un manuscrit grec del començament de les Els treballs i els dies d'Hesíode

La literatura grega antiga és la literatura escrita en la llengua grega antiga des dels primers textos fins a l'època de l'Imperi Romà d'Orient. Les primeres obres supervivents de la literatura grega antiga, que es remunten al període arcaic primerenc, són els dos poemes èpics la Ilíada i l'Odissea, ambientats en un passat arcaic idealitzat avui identificat com a relacionat amb l'època micènica. Aquestes dues èpiques, juntament amb els himnes homèrics i els dos poemes d'Hesíode, Teogonia i Els treballs i els dies, van constituir els principals fonaments de la tradició literària grega que es mantindrien en els períodes clàssic, hel·lenístic i romà.
Els poetes lírics de Safo, Alceu i Píndar van tenir una gran influència durant el desenvolupament inicial de la tradició poètica grega. Èsquil és el primer dramaturg grec tràgic del qual s'han conservat obres completes. Sòfocles és famós per les seves tragèdies sobre Èdip, en particular Èdip Rei i Antígona. Eurípides és conegut per les seves obres de teatre que sovint van superar els límits del gènere tràgic. El dramaturg còmic Aristòfanes va escriure en el gènere de la comèdia antiga, mentre que el dramaturg posterior Menandre va ser un dels primers pioners de lanova comèdia. Els historiadors Heròdot d'Halicarnàs i Tucídides, que van viure tots dos durant el segle v aC, van escriure relats d'esdeveniments que van passar poc abans i durant la seva pròpia vida. El filòsof Plató va escriure diàlegs, normalment centrats al voltant del seu mestre Sòcrates, que tractaven de diversos temes filosòfics, mentre que el seu alumne Aristòtil va escriure nombrosos tractats, que més tard van tenir una gran influència.
Entre els escriptors posteriors importants hi havia Apol·loni de Rodes, que va escriure les Argonàutiques, un poema èpic sobre el viatge dels argonautes; Arquimedes, que va escriure tractats matemàtics innovadors; i Plutarc, que va escriure principalment biografies i assaigs. L'escriptor del segle ii, Llucià de Samòsata era un grec, que va escriure principalment obres de sàtira. La literatura grega antiga ha tingut un profund impacte en la literatura grega posterior i també en la literatura occidental en general. En particular, molts autors romans antics es van inspirar en els seus predecessors grecs. Des del Renaixement, els autors europeus en general, com Dante Alighieri, William Shakespeare, John Milton i James Joyce, s'han inspirat molt en temes i motius clàssics.

## Antiguitat preclàssica i clàssic
Aquest període de la literatura grega s'estén des d'Homer fins al segle iv aC i l'ascens d'Alexandre el Gran. Els primers escrits grecs coneguts són micènics, escrits en el sil·labari lineal B en tauletes d'argila. Aquests documents contenen registres en prosa relacionats en gran part amb el comerç (llistes, inventaris, rebuts, etc.); no s'hi ha descobert cap text literari. Michael Ventris i John Chadwick, els desxifradors originals de lineal B, afirmen que gairebé segur que la literatura va existir a la Grècia micènica, però o bé no estava escrita o, si ho estava, hauria estat escrita sobre pergamí o tauletes de fusta, que no haurien sobreviscut a la destrucció dels palaus micènics al segle xii aC.
La literatura grega estava dividida en gèneres literaris ben definits, cadascun amb una estructura formal obligatòria, tant sobre el dialecte com la mètrica. La primera divisió es feu entre la prosa i la poesia. Dins de la poesia hi havia tres grans gèneres: l'èpica, la lírica i el drama. La terminologia comuna europea sobre els gèneres literaris deriva directament de la terminologia grega antiga. La lírica i el drama es van dividir a més en més gèneres: lírica en quatre (lírica elegíaca, iàmbica, monòdica i coral); i el drama en tres (tragèdia, comèdia i drama pastoral). Es pot dir en gran part que la literatura en prosa comença amb Heròdot. Amb el temps, es van desenvolupar diversos gèneres de literatura en prosa, tot i que sovint la distinció entre cadascun era difusa.

### Poesia èpica
Als inicis de la literatura grega destaquen les dues obres monumentals d'Homer, la Ilíada i l'Odissea.:1–3 La figura d'Homer està envoltada de misteri. Encara que se li atribueixen les obres tal com es troben ara, és segur que les seves arrels es remunten molt abans de la seva època (vegeu Qüestió homèrica).:15 La Ilíada és la narració d'un únic episodi que transcorre durant els deu últims dies de la guerra de Troia després de deu anys de conflicte. Se centra en Aquil·les, que hi encarna l'ideal heroic grec.:3

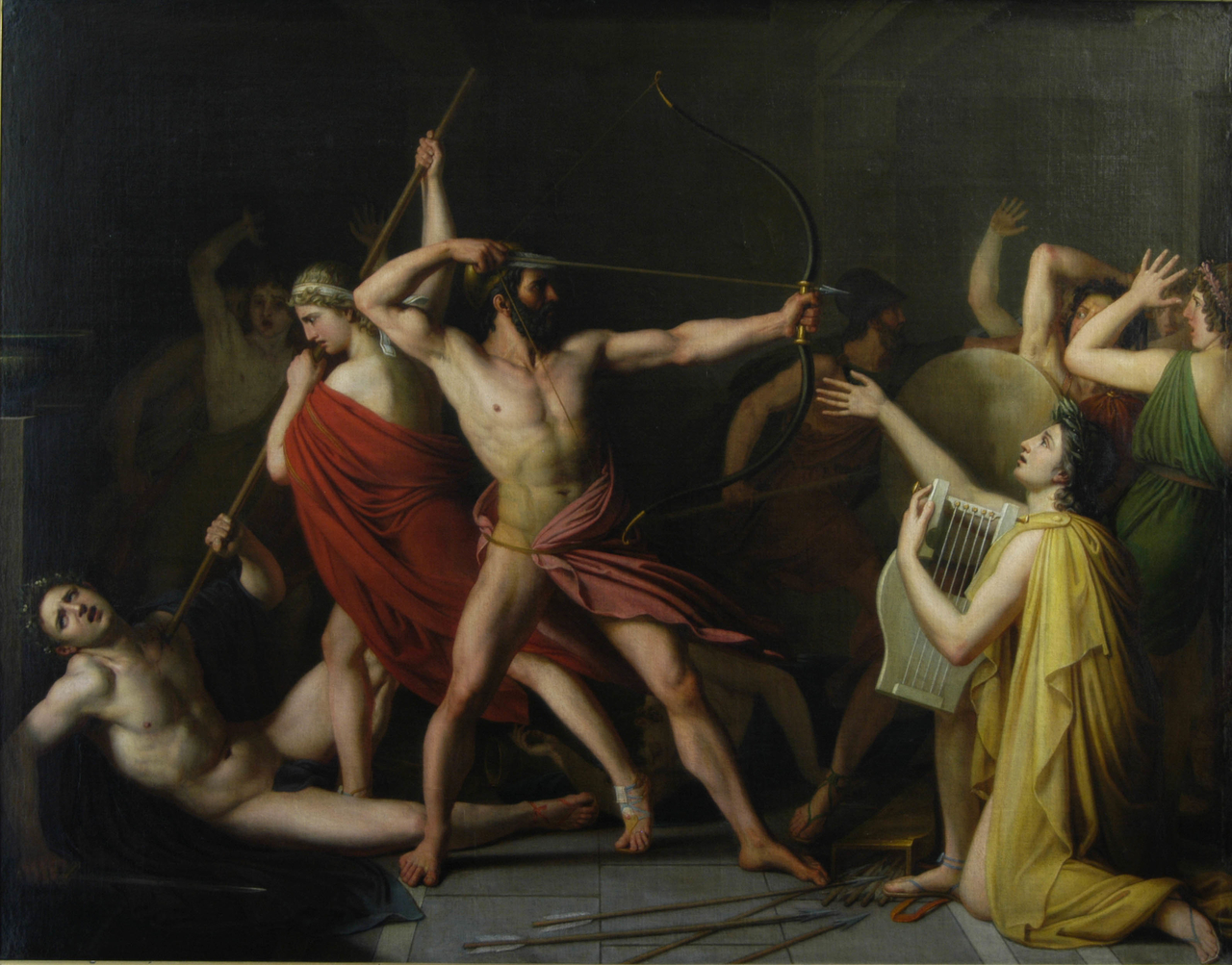
Una pintura del pintor neoclàssic francès Thomas Degeorge que representa l'escena final del llibre vint-i-dos de lOdissea en què Odisseu, Telèmac, Eumeu i Fileci maten els pretendents de Penèlope.

L'Odissea és un relat de les aventures d'Ulisses, un dels guerrers de Troia.:3 Després de deu anys lluitant a la guerra, passa deu anys més navegant de tornada a casa amb la seva dona i la seva família. Penèlope era considerada la dona ideal; Homer la va representar com la dona ideal a partir del seu compromís, modèstia, puresa i respecte durant el seu matrimoni amb Ulisses. Durant el seu viatge de deu anys, perd tots els seus companys i vaixells i torna a casa a Ítaca disfressat de captaire. Ambdues obres es basaven en antigues composicions de transmissió oral.:15 El dialecte homèric era una llengua arcaica basada en el dialecte jònic barrejat amb algun element del dialecte eòlic i el dialecte àtic, aquest últim a causa de l'edició atenesa del segle vi aC. El vers èpic era l'hexàmetre.
L'altre gran poeta del període preclàssic va ser Hesíode.:23–24 A diferència d'Homer, Hesíode es refereix a si mateix en la seva poesia. No obstant això, no se'n sap res de cap font externa. Era originari de Beòcia al centre de Grècia, i es creu que va viure i treballar cap al 700 aC. Els dos poemes conservats d'Hesíode són Els treballs i els dies i Teogonia. Els treballs i els dies és una representació fidel de la vida campestre, en situació de pobresa, que tan bé coneixia, i estableix principis i regles per als agricultors. La Teogonia és un relat sistemàtic de la creació i dels déus. Descriu de manera vívida les edats de la humanitat, que comença amb l'edat d'or.
Els escrits d'Homer i Hesíode van ser tinguts en gran consideració al llarg de l'antiguitat i molts autors antics els consideraven els textos fonamentals de la religió grega antiga; Homer va explicar la història d'un passat heroic, que Hesíode va agafar com a base d'una narració de la creació i un relat de les realitats pràctiques de la vida quotidiana contemporània.:23–24

### Poesia lírica

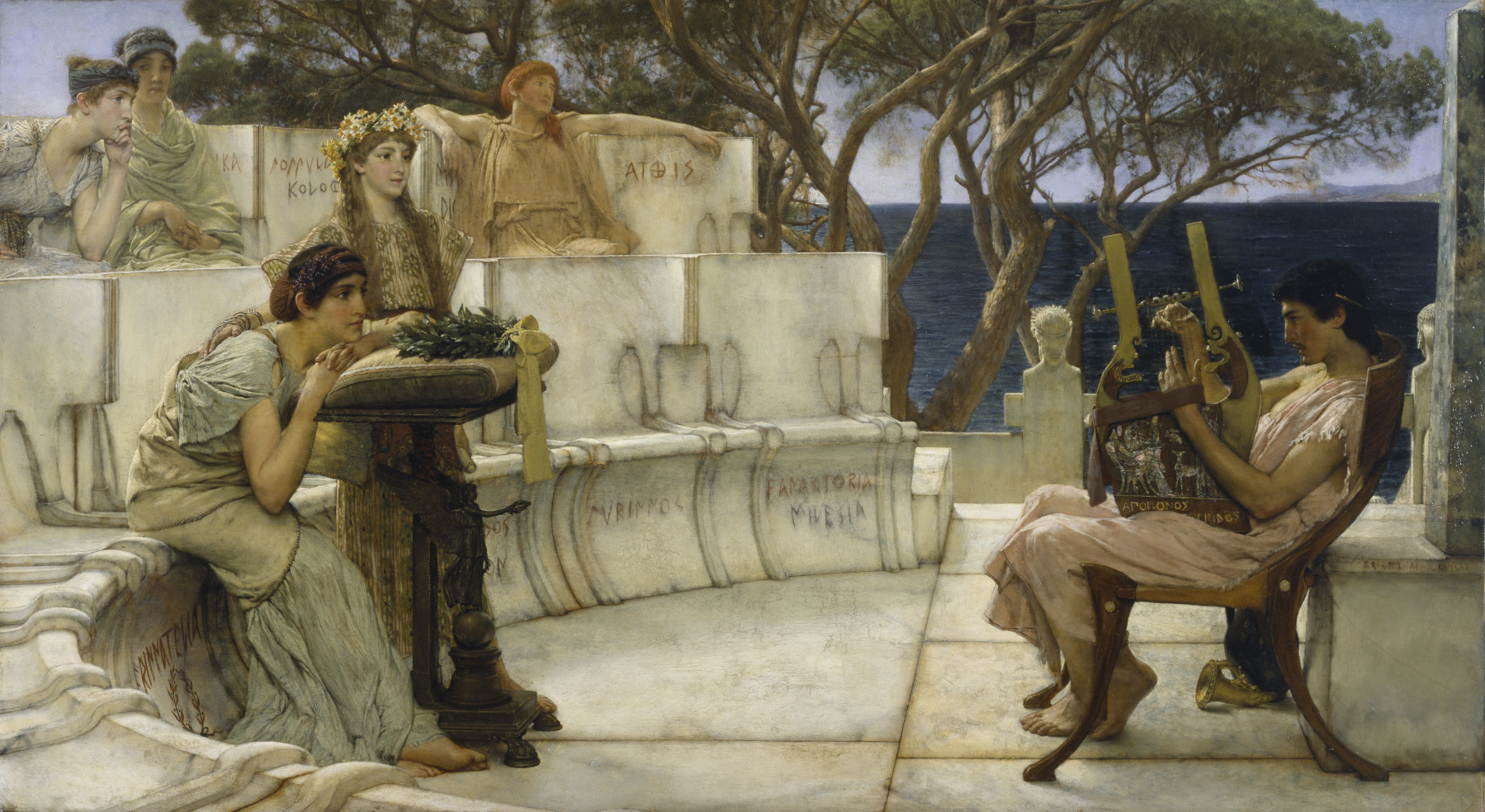
Una pintura del del pintor anglès Sir Lawrence Alma-Tadema que representa la poetessa Safo mirant amb admiració mentre el poeta Alceu toca la lira

La lírica va rebre el seu nom pel fet que originàriament era cantada per individus o per un cor acompanyat per l'instrument anomenat lira. Malgrat el nom, la lírica en aquest sentit general estava dividida en quatre gèneres, dos dels quals no anaven acompanyats de cítara, sinó de flauta. Aquests dos darrers gèneres eren poesia elegíaca i la poesia iàmbica. Tots dos estaven escrits en dialecte jònic. Els poemes elegíacs eren escrits en dístics elegíacs i els poemes iàmbics eren escrits en trimetre iàmbic. El primer dels poetes lírics va ser probablement Arquíloc de Paros, segle vii aC, el poeta iàmbic més important. De la seva obra només en queden fragments, com passa amb la majoria dels poetes. Les poques restes suggereixen que va ser un aventurer amargat que va portar una vida molt convulsa.
Molts poemes lírics van ser escrits en dialecte eòlic. Els poemes lírics sovint empraven metres poètics molt variats. Els més famosos de tots els poetes lírics van ser els anomenats «Nou poetes lírics». De tots els poetes lírics, Safo de Lesbos (c. 630 – c. 570 aC) va ser, amb diferència, la més venerada. A l'antiguitat, els seus poemes eren considerats amb el mateix grau de respecte que els d'Homer. Només un dels seus poemes, «Oda a Afrodita», ha sobreviscut fins als nostres dies en la seva forma original i completa. A més de Safo, el seu contemporani Alceu de Lesbos també va destacar per la poesia lírica monòdica. La poesia escrita per Alcman es considerava bella, tot i que escrivia exclusivament en dialecte dòric, que normalment es considerava desagradable d'escoltar. El posterior poeta Píndar de Tebes va ser conegut per la seva poesia lírica coral.

### Drama

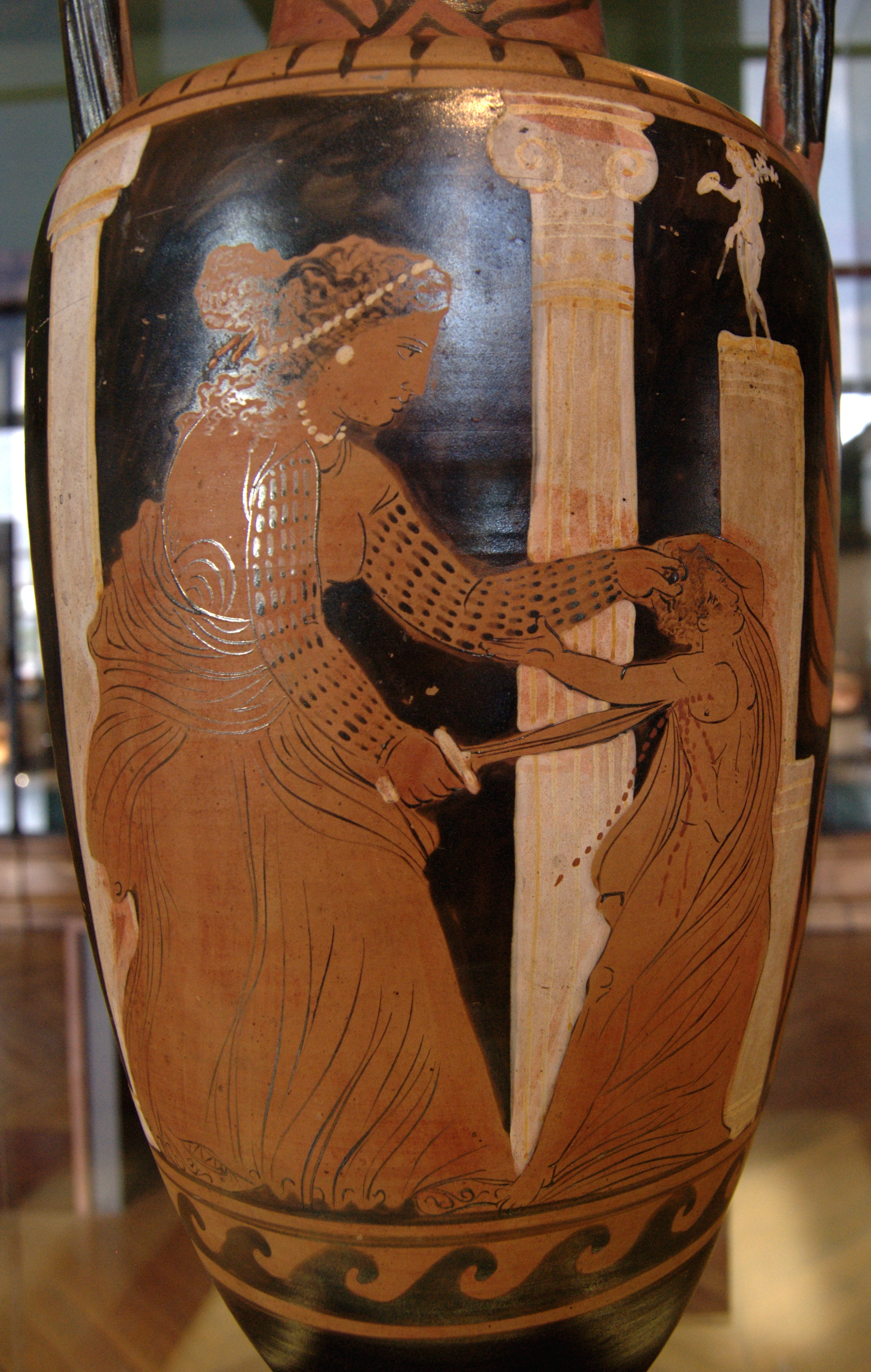
Medea mata el seu fill (una escena de la Medea d'Eurípides), àmfora campaniana de figures vermelles, c. 330 aC, Louvre (K 300)

Totes les obres supervivents del drama grec van ser compostes per dramaturgs d'Atenes i estan escrites exclusivament en el dialecte àtic. Les actuacions corals eren una tradició comuna a totes les ciutats estat gregues. Els atenesos atribuïen a un home anomenat Tespis haver inventat el drama en presentar el primer actor, el propòsit principal del qual era interactuar amb el líder del cor. Els dramaturgs posteriors van ampliar el nombre d'actors a tres, permetent una major llibertat en la narració.
En l'època que va seguir a les guerres mèdiques, l'esperit nacional despertat d'Atenes es va expressar en centenars de tragèdies basades en temes heroics i llegendaris del passat. Les obres tràgiques van sorgir de simples cançons corals i diàlegs interpretats a les festes del déu Dionís. En el període clàssic, les representacions incloïen tres tragèdies i un drama pastoral, que representaven quatre episodis diferents d'un mateix mite. Els ciutadans rics van ser escollits per assumir les despeses derivades del vestuari i els assajos del cor com un deure públic i religiós. L'assistència a les actuacions del festival era considerada com un acte de culte. Les actuacions es van fer al gran teatre a l'aire lliure de Dionís a Atenes i els poetes competien pels premis oferts a les millors obres de teatre.
Totes les tragèdies gregues que ens han sobreviscut s'atribueixen convencionalment a Èsquil, Sòfocles o Eurípides. L'autoria de Prometeu encadenat, que tradicionalment s'atribueix a Èsquil, i Resos, que tradicionalment s'atribueix a Eurípides, són, però, qüestionades. Hi ha set tragèdies supervivents atribuïdes a Èsquil. Tres d'aquestes obres, Agamèmnon, Les coèfores i Les eumènides, formen una trilogia coneguda com a l'Orestea. Tanmateix, una de les set tragèdies tradicionalment atribuïda a aquest autor (Prometeu encadenat) podria ser que fos obra del seu fill Euforió.
S'han conservat set obres de Sòfocles, les més aclamades de les quals són les tres obres tebanes, que se centren al voltant de la història d'Èdip i la seva descendència. La trilogia tebana està formada per Èdip el Rei, Èdip a Colons i Antígona. Tot i que les obres sovint s'anomenen trilogia, en realitat es van escriure amb molts anys de diferència. Antígona, l'última de les tres obres, va ser en realitat la primera a escriure's, després d'haver estat composta l'any 441 aC, cap al començament de la carrera de Sòfocles. Èdip el Rei, la més famosa de les tres, va ser escrita cap al 429 aC a la meitat de la carrera de Sòfocles. Èdip a Colons, la segona de les tres obres cronològicament, va ser en realitat l'última obra de Sòfocles i es va representar l'any 401 aC, després de la mort de Sòfocles.
Hi ha dinou obres de teatre atribuïdes a Eurípides. Les més conegudes d'aquestes obres són Medea, Hipòlit i Les bacants. De vegades es creu que Resos va ser escrita pel fill d'Eurípides, o que va ser una reproducció pòstuma d'una obra d'Eurípides. Eurípides va superar els límits del gènere tràgic i molts dels elements de les seves obres eren més propis de la comèdia que de la tragèdia. La seva obra Alcestis, per exemple, s'ha catalogat sovint com una «obra tesi» o potser fins i tot com una obra de tragicomèdia més que no pas una veritable tragèdia pels seus elements còmics i pel fet que té un final feliç.

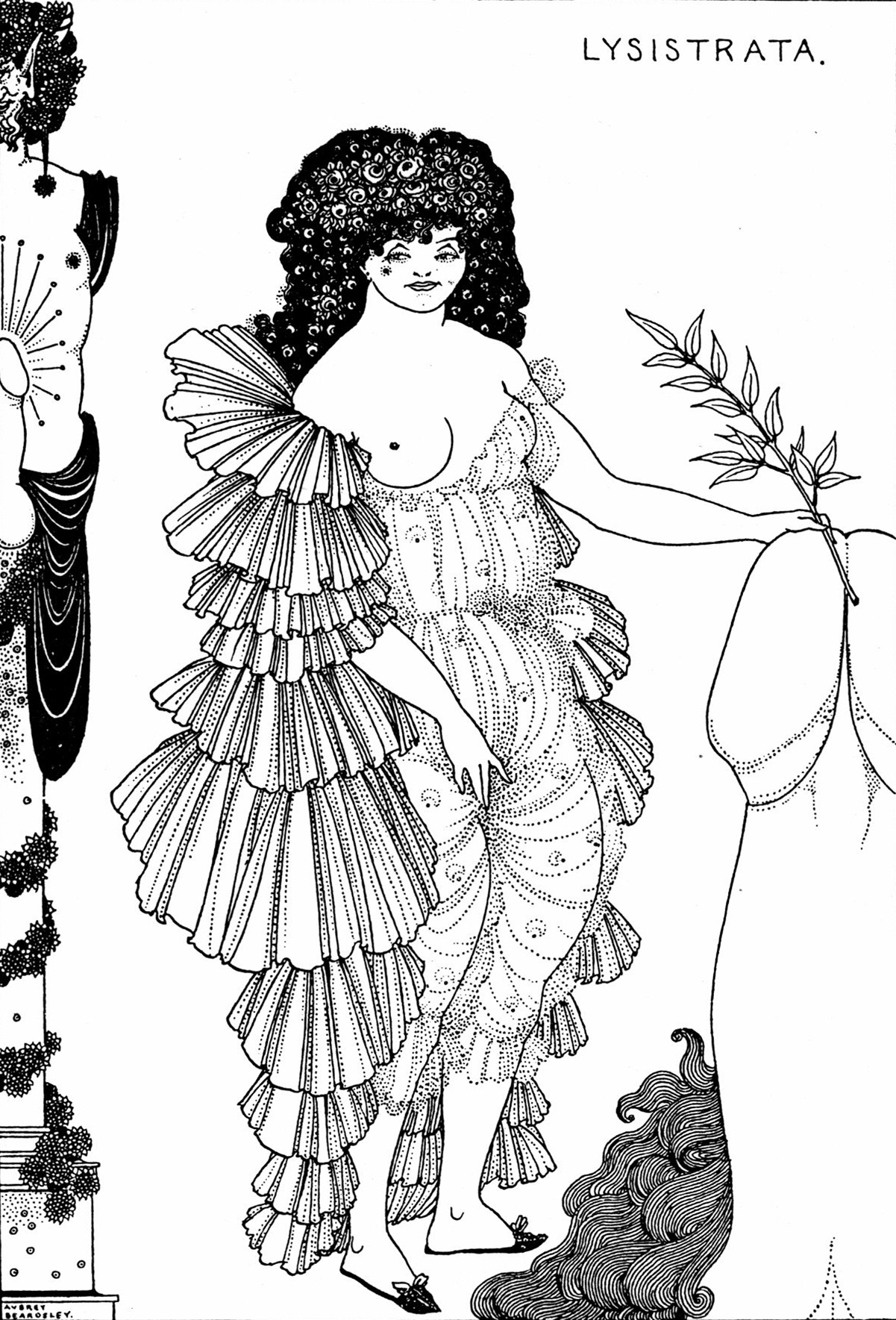
Il·lustració per a la Lisístrata d'Aristòfanes d'Aubrey Beardsley (1896)

Com la tragèdia, la comèdia va sorgir d'un ritual en honor a Dionís, però en aquest cas les obres estaven plenes d'obscenitat, abusos i insults. A Atenes, les comèdies es van convertir en una part oficial de la celebració del festival l'any 486 aC, i es van oferir premis per a les millors produccions. Com passa amb les tragèdies, han sobreviscut poques obres dels grans escriptors còmics. Les úniques obres completes supervivents de la comèdia clàssica són onze obres escrites pel dramaturg Aristòfanes. Aquests són un tresor de la representació còmica. Es va burlar de tots i de totes les institucions. A Els ocells ridiculitza la democràcia atenesa. A Els núvols, ataca el filòsof Sòcrates. A Lisístrata, denuncia la guerra. Aristòfanes ha estat molt elogiat per la seva habilitat dramàtica i art. La Biblioteca Clàssica de John Lemprière el descriu, senzillament, com «el dramaturg còmic més gran de la literatura mundial: al seu costat Molière sembla avorrit i Shakespeare un pallasso». De totes les obres d'Aristòfanes, però, la que ha rebut un reconeixement més durador és Les granotes, que simultàniament satiritza i immortalitza els dos gegants de la tragèdia atenesa: Èsquil i Eurípides. Quan es va representar per primera vegada al Festival de Lenees l'any 405 aC, just un any després de la mort d'Eurípides, els atenesos li van atorgar el primer premi. Va ser l'única obra grega que es va fer un bis, que va tenir lloc dos mesos després a les festes de Dionís. Fins i tot avui, Les granotes encara atrau el públic modern. Una adaptació musical moderna d'èxit comercial va ser interpretada a Broadway el 2004.
El tercer gènere dramàtic va ser la sàtira. Tot i que el gènere era popular, només ha sobreviscut un exemple complet d'obra de sàtir: Ciclop d'Eurípides. Grans porcions d'una segona obra satírica, Ichneutae de Sòfocles, s'han recuperat del lloc d'Oxirrinc a Egipte entre els papirs d'Oxirrinc.

### Historiografia

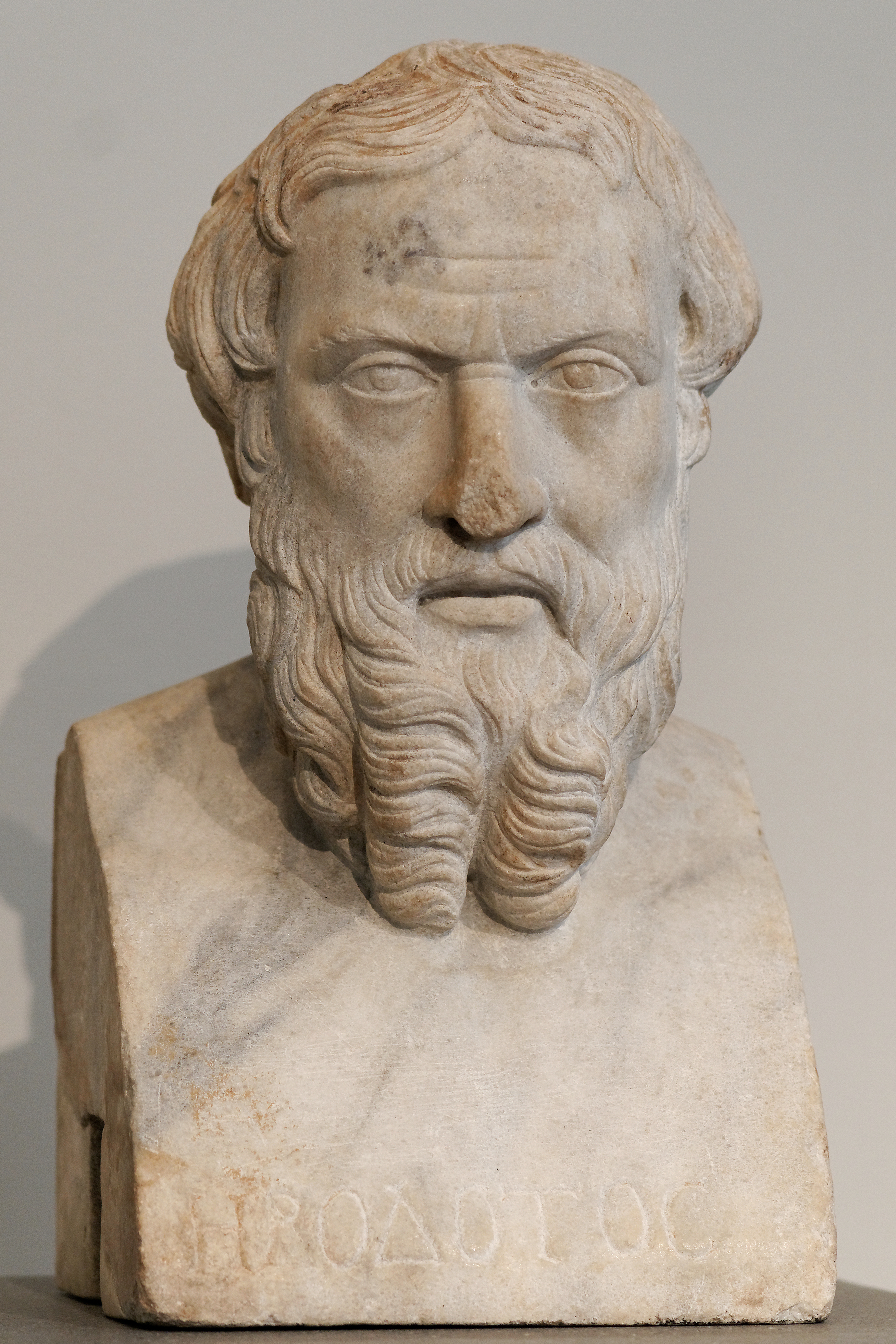
Una còpia romana del d'un bust grec d'Heròdot de la primera meitat del.

Dos dels historiadors més notables que van viure durant l'època clàssica foren Heròdot d'Halicarnàs i Tucídides. Heròdot és comunament anomenat «El Pare de la Història». El seu llibre Històries és una de les obres més antigues de la literatura en prosa existents. El llibre de Tucídides Història de la guerra del Peloponès va influir molt en els escriptors i historiadors posteriors, inclòs l'autor del llibre dels Fets dels Apòstols i l'historiador de l'època romana d'Orient Procopi de Cesarea.
Un tercer historiador de l'antiga Grècia, Xenofont d'Atenes, va començar la seva Hel·lèniques on Tucídides va acabar el seu treball cap al 411 aC i va portar la seva història fins al 362 aC. L'obra més famosa de Xenofont és el llibre Anàbasi, un relat detallat i de primera mà de la seva participació en un exèrcit mercenari grec que va intentar ajudar el persa Cir el Jove a expulsar el seu germà del tron. Xenofont també va escriure tres obres en lloança del filòsof Sòcrates: Apologia, Convit i Records. Encara que tant Xenofont com Plató coneixien Sòcrates, els seus relats són molt diferents. S'han fet moltes comparacions entre el relat de l'historiador militar i el relat del poeta-filòsof.

### Filosofia
Durant el segle v i el segle iv aC van viure molts filòsofs importants i influents. Entre els primers filòsofs grecs hi havia els tres anomenats «filòsofs de Milet»: Tales, Anaximandre i Anaxímenes. Dels escrits d'aquests filòsofs, però, només ha sobreviscut un fragment d'Anaximandre conservat per Simplici de Cilícia.
Se sap molt poc amb certesa sobre la vida del filòsof Pitàgores de Samos i ens n'ha arribat cap escrit fins als nostres dies, però un impressionant corpus d'escrits poètics escrits pel seu deixeble Empèdocles d'Agrigent ha sobreviscut, fent d'Empèdocles un dels filòsofs presocràtics més acreditats. També n'han sobreviscut un gran nombre de fragments escrits pels filòsofs Heràclit d'Efes i Demòcrit d'Abdera.
De tots els filòsofs clàssics, però, Sòcrates, Plató i Aristòtil es consideren generalment els més importants i influents. Sòcrates no va escriure cap llibre ell mateix i els estudiosos moderns debaten si el retrat que Plató d'ell és prou exacte. Alguns estudiosos sostenen que moltes de les seves idees, o almenys una vaga aproximació, s'expressen en els primers Diàlegs socràtics de Plató. Mentrestant, altres estudiosos han argumentat que la representació de Sòcrates de Plató és només una representació de ficció destinada a exposar les opinions pròpies de Plató que té molt poc a veure amb la figura històrica del mateix nom. El debat sobre fins a quin punt la representació de Sòcrates de Plató representa les idees reals de Sòcrates es coneix com el problema socràtic.

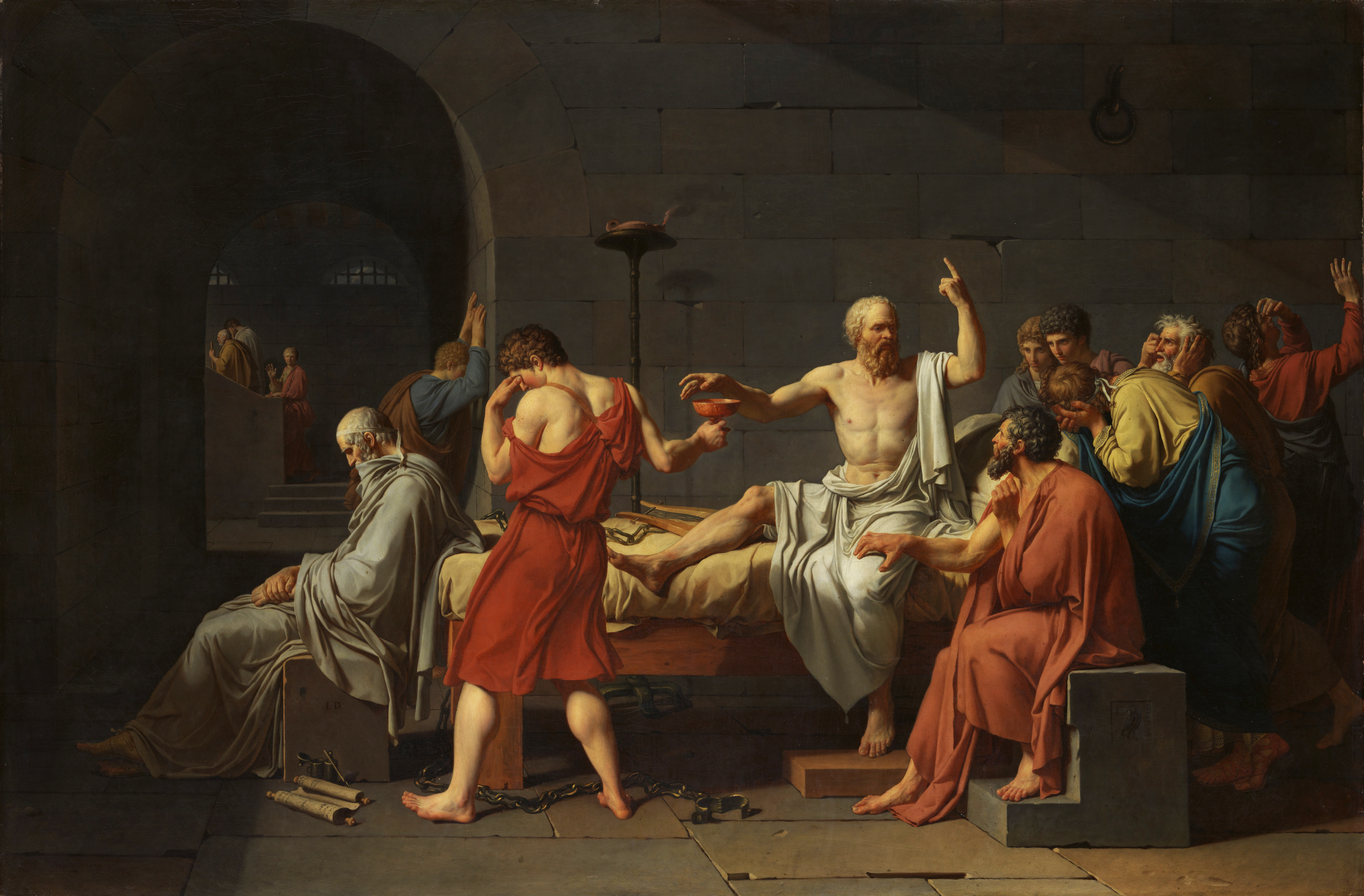
La mort de Sòcrates, de Jacques-Louis David (1787)

Plató va expressar les seves idees mitjançant diàlegs, és a dir, obres escrites que pretenien descriure converses entre diferents individus. Alguns dels més coneguts inclouen: Apologia de Sòcrates, un suposat registre del discurs que Sòcrates va pronunciar en el seu judici; Fedó, descripció de l'última conversa entre Sòcrates i els seus deixebles abans de la seva execució; El convit, un diàleg sobre la naturalesa de l'amor; i La República, àmpliament considerada com l'obra més important de Plató, un llarg diàleg que descriu el govern ideal.
Aristòtil d'Estagira és àmpliament considerat com un dels pensadors filosòfics més importants i influents de tots els temps. La primera frase de la seva Metafísica diu: «Tots els homes per naturalesa desitgen saber». Per tant, ha estat anomenat el «Pare dels qui saben». El seu deixeble medieval Tomàs d'Aquino es va referir a ell simplement com «el filòsof». Aristòtil va ser estudiant a l'Acadèmia de Plató i, com el seu mestre, va escriure diàlegs o converses. Tanmateix, avui dia no se'n conserva cap. El conjunt d'escrits que han arribat fins a l'actualitat representen probablement conferències que va pronunciar a la seva pròpia escola d'Atenes, el Liceu. Fins i tot a partir d'aquests llibres, l'enorme ventall dels seus interessos és evident: va explorar temes diferents dels que avui es consideren filosòfics; els tractats existents cobreixen la lògica, les ciències físiques i biològiques, l'ètica, la política i el govern constitucional. Entre les obres més destacades d'Aristòtil hi ha Política, Ètica a Nicòmac, Poètica, Sobre l'ànima i Retòrica.

## Període hel·lenístic

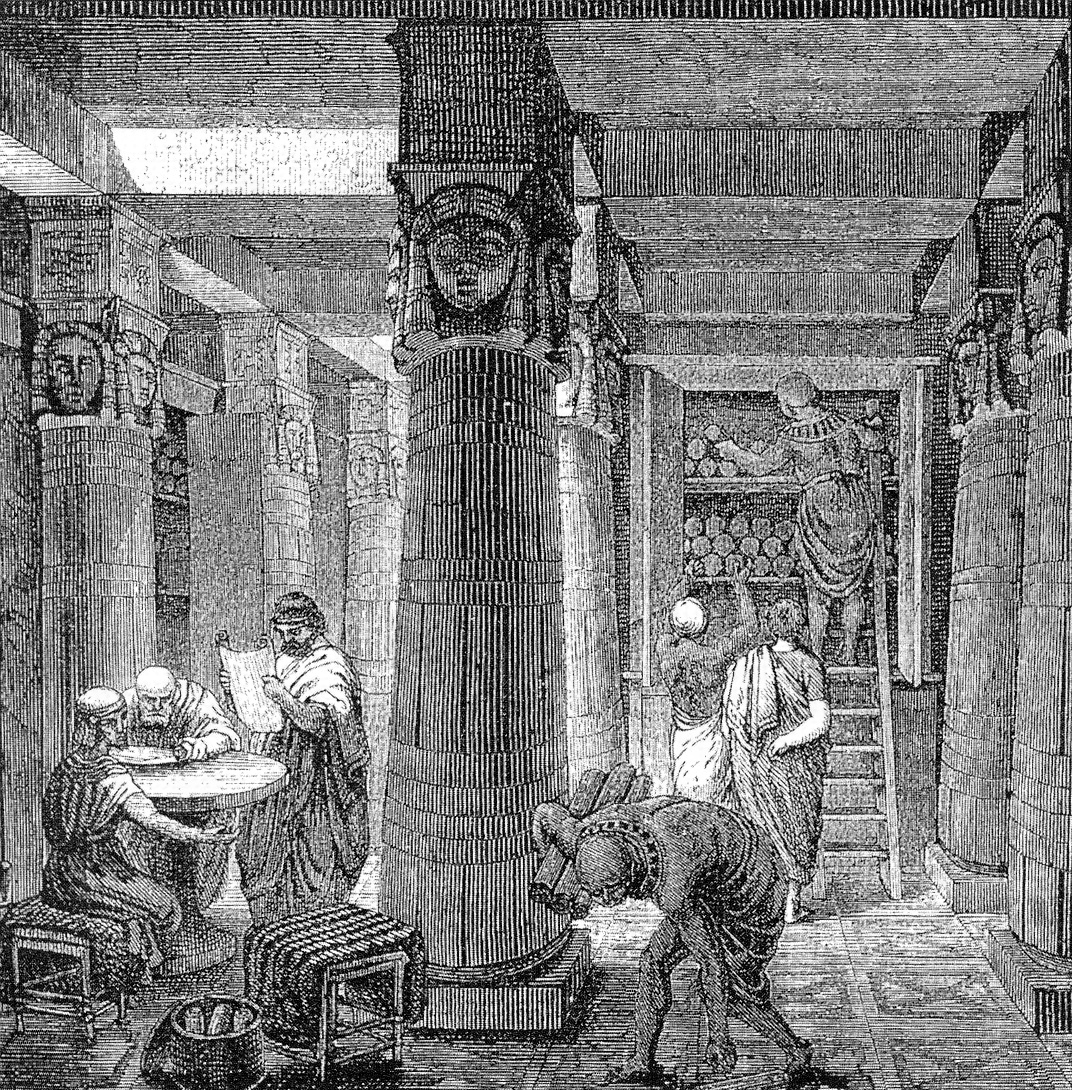
Gravat imaginatiu del de l'antiga Biblioteca d'Alexandria

El 338 aC totes les ciutat estat gregues, excepte Esparta, havien estat unides per Felip II de Macedònia. El fill de Felip, Alexandre el Gran, va estendre molt les conquestes del seu pare. Atenes va perdre el seu estatus preeminent com a líder de la cultura grega i va ser substituïda temporalment per Alexandria (Egipte).
La ciutat d'Alexandria al nord d'Egipte es va convertir, a partir del segle iii aC, en el centre destacat de la cultura grega. Aviat també va atreure una gran població jueva, fet que el va convertir en el centre d'estudis jueu més gran del món antic. La Septuaginta, una traducció grega de la Bíblia hebrea, tenia fama d'haver estat iniciada a Alexandria. Filó, un filòsof jueu hel·lenístic, va operar des d'Alexandria al tombant de l'Era comuna. A més, més tard esdevingué un punt focal important per al desenvolupament del pensament cristià. El Museion, o Santuari de les Muses, que incloïa la biblioteca i l'escola, va ser fundat per Ptolemeu I. La institució va ser des del principi pensada com una gran escola i biblioteca internacional. La biblioteca, que contingué més de mig milió de volums, era majoritàriament en grec. Pretenia servir com a dipòsit de totes les obres de la literatura grega clàssica que es poguessin trobar.

### Poesia

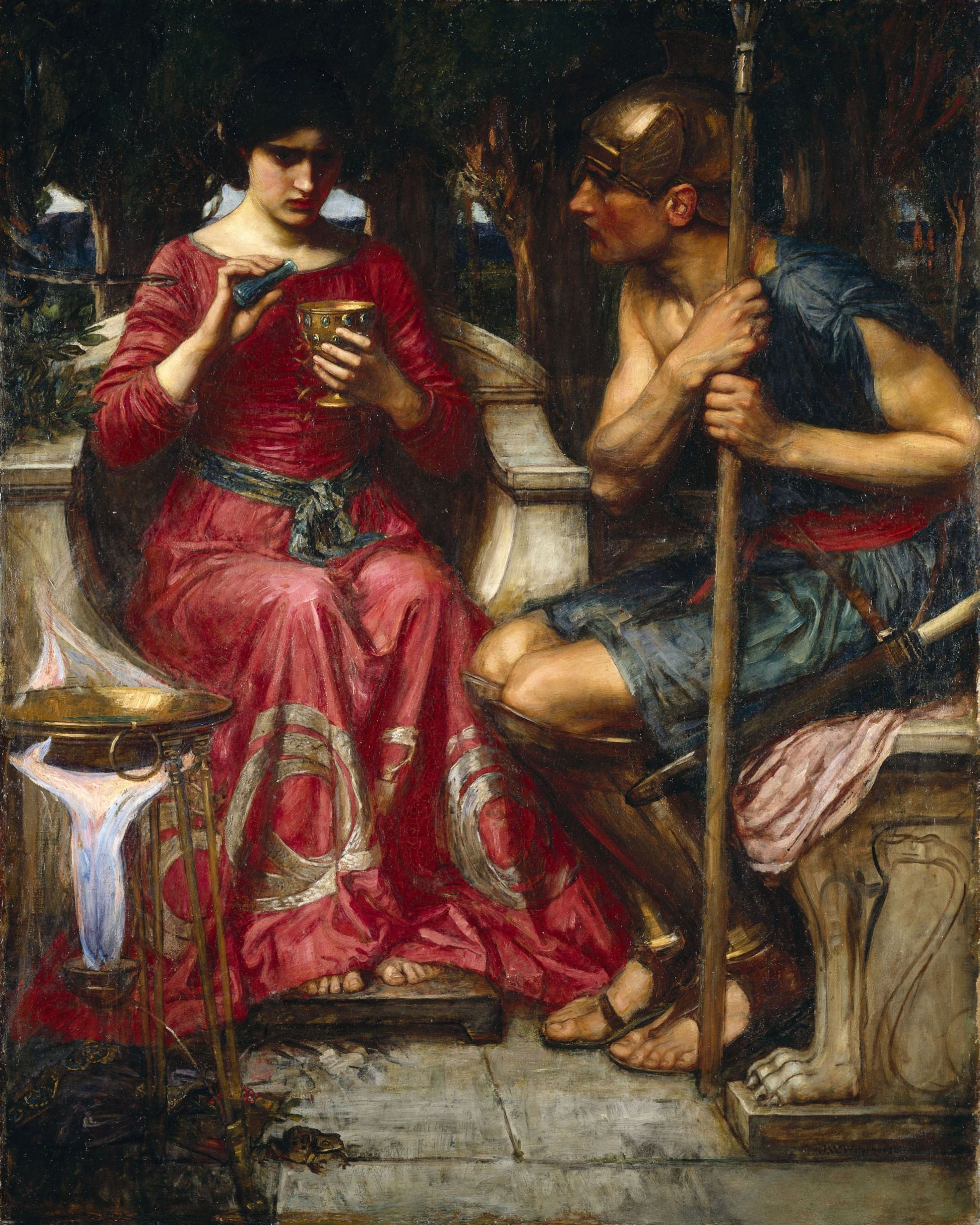
Una pintura de John William Waterhouse que representa una escena de les Argonàutiques d'Apol·loni de Rodes

El gènere de la poesia bucòlica va ser desenvolupat per primera vegada pel poeta Teòcrit. El romà Virgili va escriure més tard les seves Bucòliques en aquest gènere. Cal·límac, un erudit de la Biblioteca d'Alexandria, va compondre l'Etia («Causes»), un llarg poema escrit en quatre volums de dístics elegíacs que descriuen els orígens llegendaris de costums, festes i noms obscurs, que probablement va escriure en diverses etapes al llarg de molts anys al segle iii aC. l'Etia es va perdre durant l'edat mitjana, però, al llarg del segle xx, gran part va ser recuperada a causa de nous descobriments de papirs antics. Els estudiosos inicialment el van denigrar com a «de segona categoria», mostrant un gran aprenentatge, però mancat de veritable «art». Al llarg del segle, la seva valoració acadèmica va millorar molt, actualment molts estudiosos el veuen d'una manera molt més positiva. Cal·límac també va escriure poemes breus per a ocasions especials i almenys una epopeia breu, l'Ibis, que anava dirigida contra el seu antic deixeble Apol·loni. També va compilar un tractat en prosa titulat els Pinakes, en el qual catalogava totes les obres principals conservades a la Biblioteca d'Alexandria.
El poeta alexandri Apol·loni de Rodes és conegut sobretot pel seu poema èpic les Argonàutiques, que narra les aventures de Jàson i els seus companys de vaixell, els argonautes, a la recerca per recuperar el velló d'or d'or de la terra de Còlquida. El poeta Arat va escriure el poema en hexàmetres Fenòmens, una interpretació poètica del tractat d'Èudox de Cnidos sobre les estrelles escrit al segle iv aC.

### Drama

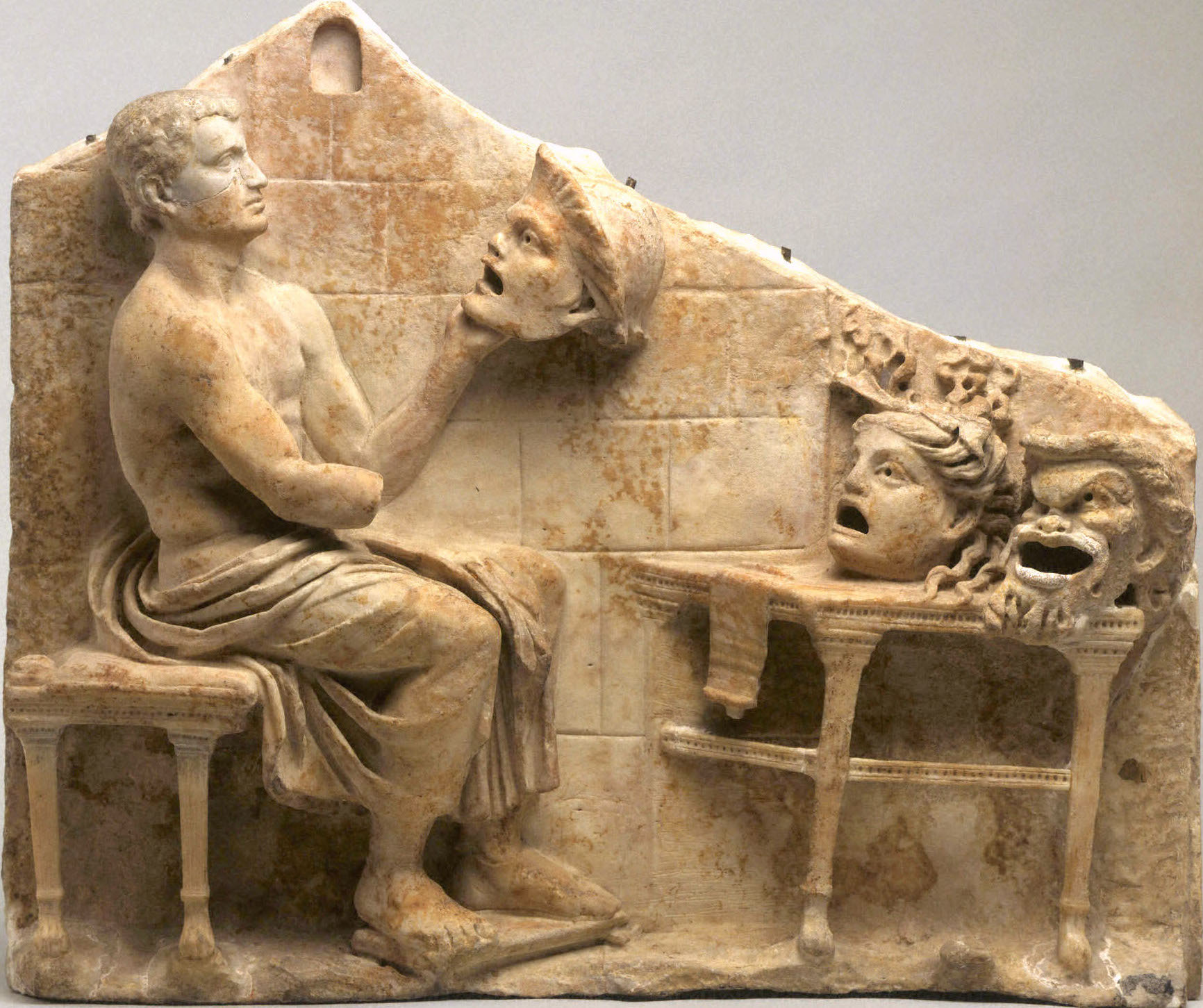
Relleu republicà o imperial primerenc que representa un Menandre assegut sostenint les màscares de la Nova Comèdia (– principis del dC) Museu d'Art de la Universitat de Princeton

Durant el període hel·lenístic, la Vella comèdia de l'època clàssica va ser substituïda per la Nova Comèdia. L'escriptor més notable de la Nova Comèdia va ser el dramaturg atenès Menandre. Cap de les obres de Menandre ha sobreviscut fins als nostres dies en la seva forma completa, però una obra, El misantrop, ha sobreviscut fins als nostres dies en una forma gairebé completa. La major part d'una altra obra titulada La noia de Samos i grans porcions d'altres cinc també han sobreviscut.

### Historiografia
L'historiador Timeu va néixer a Sicília, però va passar la major part de la seva vida a Atenes. La seva Història, encara que s'ha perdut, és significativa per la seva influència sobre Polibi. En 38 llibres va cobrir la història de Sicília i Itàlia fins a l'any 264 aC, que és on Polibi comença la seva obra. Timeu també va escriure l'Olympionikai, un valuós estudi cronològic dels Jocs Olímpics.

### Biografia antiga
La biografia antiga, o bios, a diferència de la biografia moderna, era un gènere de literatura grega (i romana) interessat a descriure els objectius, els èxits, els fracassos i el caràcter de les persones històriques antigues i si s'havien d'imitar o no. Els autors de la biografia antiga, com ara les obres de Corneli Nepot i Vides paral·leles de Plutarc, van imitar moltes de les mateixes fonts i tècniques de les historiografies de l'època de l'antiga Grècia, incloent-hi sobretot les obres d'Heròdot i Tucídides. Hi havia diverses formes de biografies antigues: 1) les biografies filosòfiques que van posar de manifest el caràcter moral del seu tema (com ara Sobre les vides, les opinions i les sentències dels filòsofs il·lustres de Diògenes Laerci 2) les biografies literàries que parlaven de la vida d'oradors i poetes (com ara lesVides dels sofistes de Filòstrat) 3) les biografies escolars i de referència que oferien un breu esbós d'algú inclòs la seva ascendència, els principals esdeveniments i èxits, i la mort, 4) les autobiografies, comentaris i memòries on el subjecte presenta la seva pròpia vida i 5) les biografies polítiques i històriques centrades en la vida dels actius en l'exèrcit, entre altres categories.

### Ciència i matemàtiques

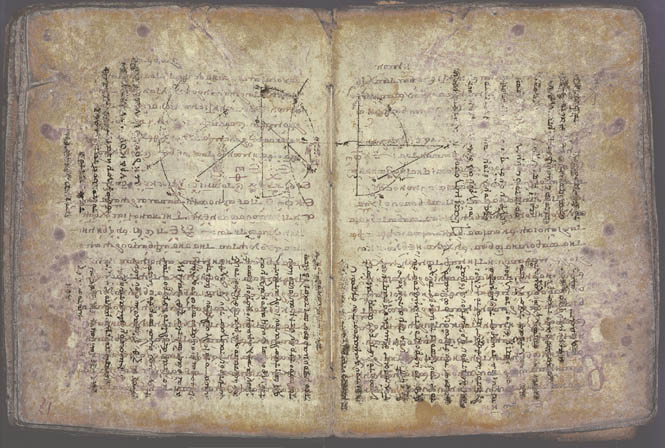
El 1906, el Palimpsest d'Arquimedes va revelar obres d'Arquimedes que abans es pensava que s'havien perdut.

Eratòstenes d'Alexandria (c. 276 aC – c. 195/194 aC), va escriure sobre astronomia i geografia, però la seva obra es coneix principalment per resums posteriors. Se li atribueix ser la primera persona que va mesurar la circumferència de la Terra. S'ha conservat gran part del que van escriure els matemàtics Euclides i Arquimedes. Euclides és conegut pels seus Elements, gran part dels quals es va extreure del seu predecessor Èudox de Cnidos. Els Elements és un tractat de geometria, i ha exercit una influència contínua en les matemàtiques. D'Arquimedes han arribat diversos tractats fins a l'actualitat. Entre ells hi ha Mesura del cercle, en què va treballar el valor de pi; El mètode dels teoremes mecànics, sobre el seu treball en mecànica; L'Arenari; i Sobre els cossos flotants. Actualment, s'està estudiant un manuscrit de les seves obres.

### Ficció en prosa
De la ficció en prosa de l'època hel·lenística n'ha sobreviscut molt poc. Les Milesíaques d'Aristides de Milet va ser escrita probablement durant el segle ii aC. Les Milesíaques en si no ha arribat fins als nostres dies en la seva forma completa, però n'han sobreviscut diverses referències. El llibre va establir un gènere completament nou dels anomenats «Històries milèsies», dels quals L'ase d'or del posterior escriptor romà Apuleu n'és un bon exemple.
Les novel·les gregues antigues Crisàor i Cal·lírroe de Caritó i Metíoc i Partènope probablement van ser escrites a finals del segle i aC o principis del segle i dC, durant la darrera part de l'era hel·lenística. El descobriment de diversos fragments de les Fenícies de Lol·lià revela l'existència d'un gènere de novel·la picaresca grega antiga.

## Època romana
Si bé la transició de la ciutat estat a l'imperi va afectar molt la filosofia, canviant l'èmfasi de la teoria política per l'ètica personal, les lletres gregues van continuar florint tant sota els successors d'Alexandre el Gran (especialment els Ptolemeus) com sota el domini romà. Els romans d'inclinació literària o retòrica van mirar els models grecs, i la literatura grega de tota mena es va continuar llegint i produint tant per parlants nadius de grec com més tard també per autors romans. Una característica notable d'aquest període va ser l'expansió de la crítica literària com a gènere, particularment com l'exemplificaven Demetri, Pseudo-Longí i Dionís d'Halicarnàs. El Nou Testament, escrit per diversos autors en diferents qualitats del grec koiné també prové d'aquest període,:208–209 les obres més importants són els Evangelis i les Epístoles de Sant Pau.:208–213

### Poesia

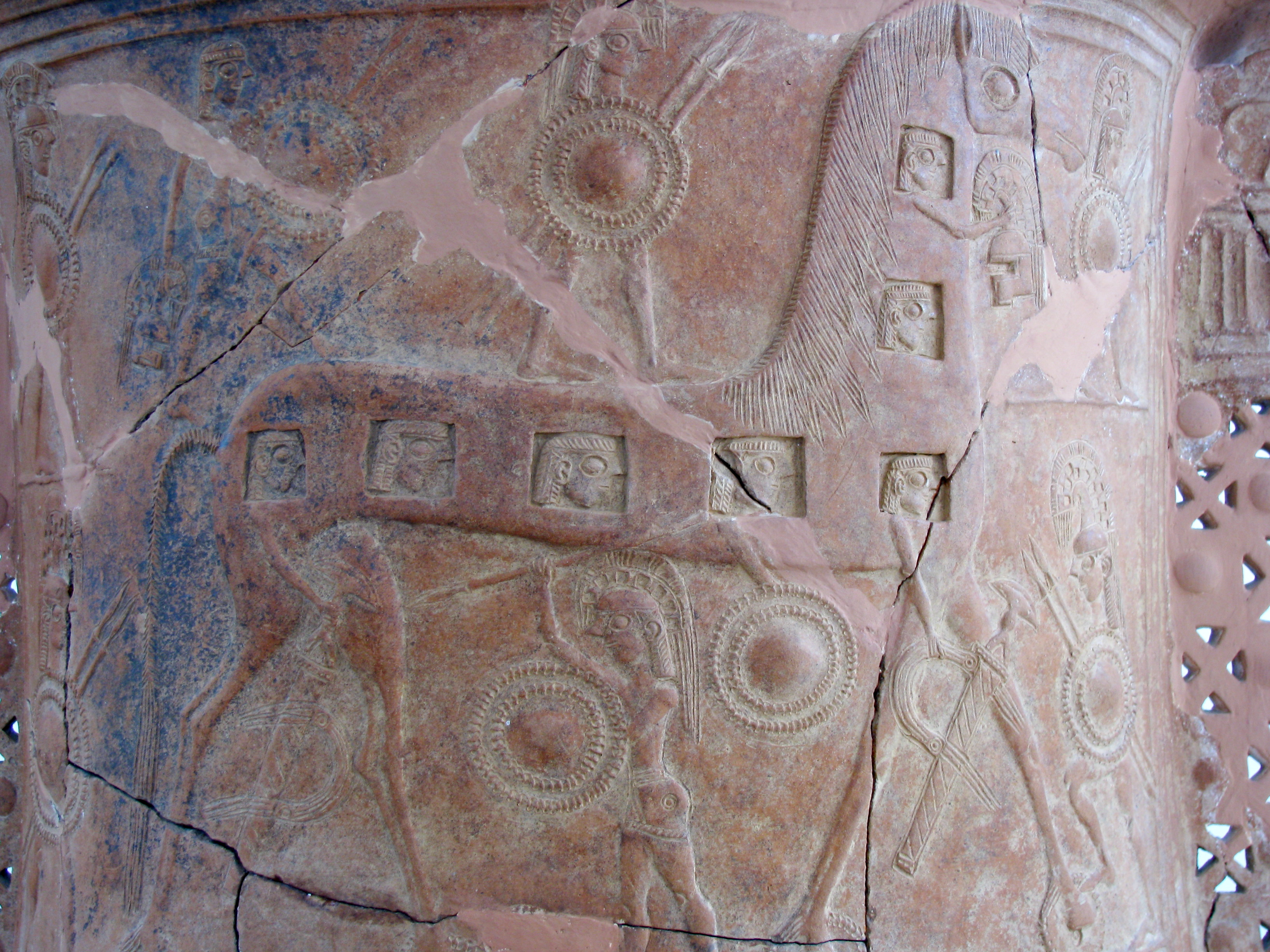
L'àmfora de Míkonos, una de les primeres representacions supervivents del mite del cavall de Troia, un mite que es descriu en profunditat a la Posthomerica de Quint d'Esmirneu.

El poeta Quint d'Esmirna, que probablement va viure a finals del segle iv dC, va escriure Posthomèrica, un poema èpic que narra la història de la caiguda de Troia, començant on va deixar la Ilíada.
El poeta Nonnos de Panòpolis va escriure les Dionisíaques, el poema èpic més llarg de l'antiguitat. També va escriure una paràfrasi poètica de l'Evangeli de Joan. Nonnos probablement va viure en algun moment de finals del segle iv dC o principis del segle v dC.

### Historiografia

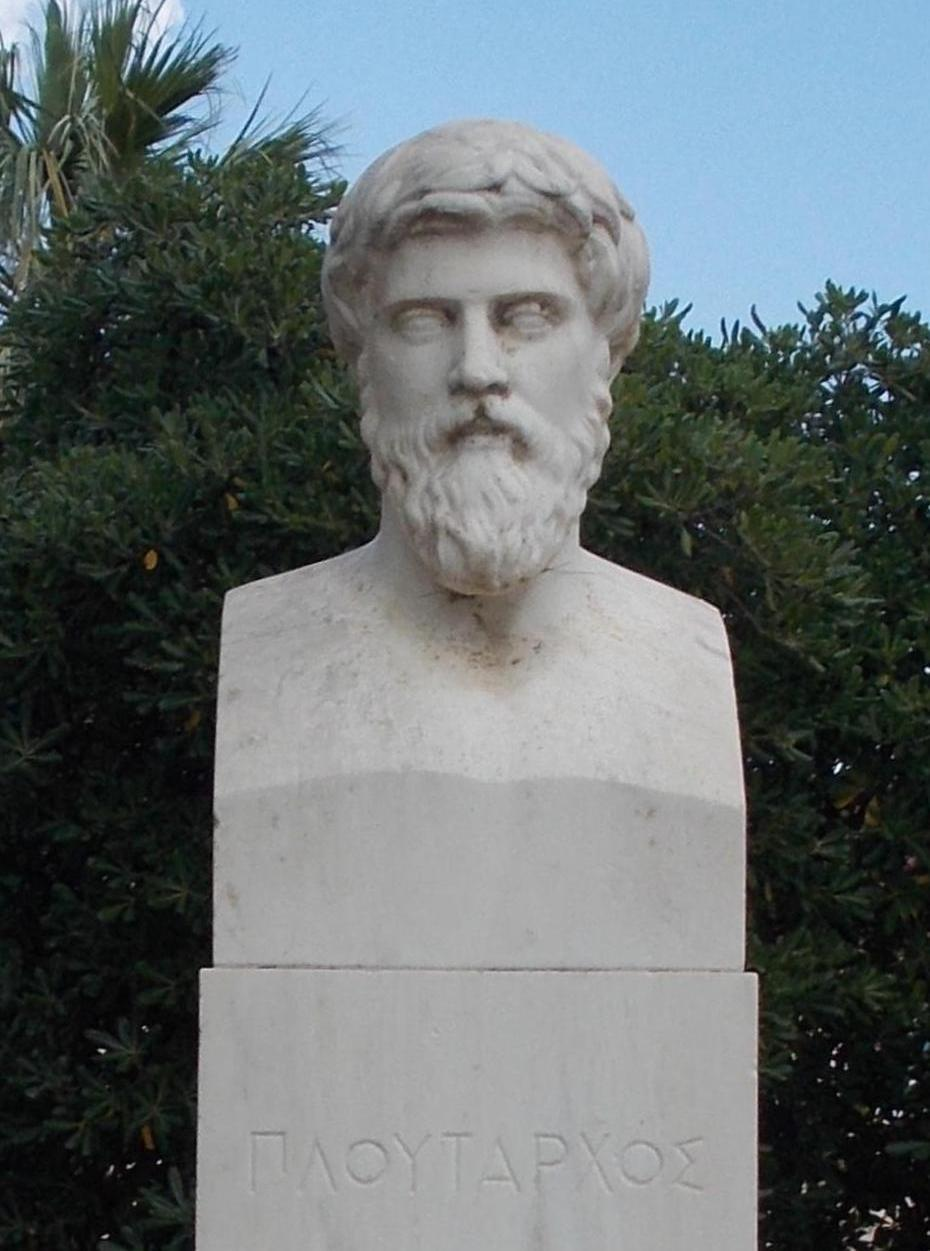
Un bust de Plutarc, un dels historiadors grecs antics més famosos, de la seva ciutat natal de Queronea

L'historiador Polibi va néixer cap al 200 aC. Va ser portat a Roma com a ostatge l'any 168. A Roma es va fer amic del general Escipió Emilià. Probablement, va acompanyar el general a Hispània i al nord d'Àfrica en les guerres contra Cartago. Va estar amb Escipió a la destrucció de Cartago el 146.
Diodor de Sicília va ser un historiador grec que va viure al segle i aC, al voltant de l'època de Juli Cèsar i August. Va escriure una història universal, Biblioteca històrica, en quaranta llibres. D'aquests, queden els cinc primers i de l'onzè al vintè. Les dues primeres parts van tractar la història fins a l'època hel·lenística primerenca. La tercera part porta la història al començament de les guerres de Cèsar a la Gàl·lia. Dionís d'Halicarnàs va viure a finals del segle i aC. La seva història de Roma des dels seus orígens fins a la Primera Guerra Púnica (264 a 241 aC) està escrita des del punt de vista romà, però està acuradament investigada. També va escriure una sèrie d'altres tractats, com Sobre la imitació, Comentaris sobre els oradors antics i Sobre la disposició de les paraules.
Els historiadors Apià d'Alexandria i Arrià de Nicomèdia van viure tots dos al segle ii dC. Apià va escriure sobre Roma i les seves conquestes, mentre que Arrià és recordat pel seu treball sobre les campanyes d'Alexandre el Gran. Arrià va servir a l'exèrcit romà. Per tant, el seu llibre es concentra en gran manera en els aspectes militars de la vida d'Alexandre. Arrià també va escriure un tractat filosòfic, el Diatribai, basat en els ensenyaments del seu mentor Epictet.
El més conegut dels historiadors grecs tardans pels lectors moderns és Plutarc de Queronea, que va morir cap a l'any 119 dC. Les seves Vides paral·leles de grans líders grecs i romans han estat llegides per totes les generacions des que es va publicar per primera vegada l'obra. La seva altra obra supervivent són els Escrits d'ètica pràctica, una col·lecció d'assajos sobre temes ètics, religiosos, polítics, físics i literaris.
Durant èpoques posteriors, els anomenats «llibres comuns», que normalment descriuen anècdotes històriques, es van fer força populars. Entre els exemples supervivents d'aquest gènere popular destaquen obres com ara Les Nits Àtiques d'Aulus Gel·li, El sopar dels erudits d'Ateneu de Naucratis, i De Natura Animalium i Varia Historia de Claudi Elià.

### Ciència i matemàtiques

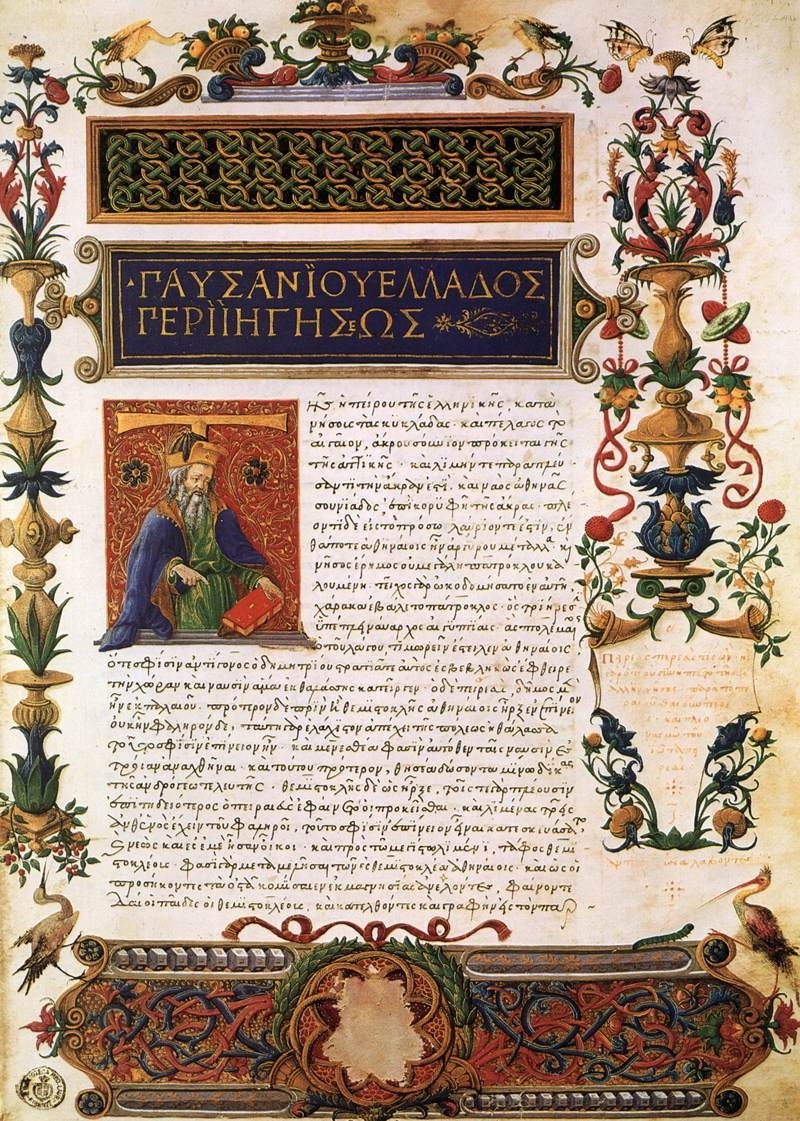
Manuscrit (1485), de la descripció de Grècia de Pausanias a la Biblioteca Laurentiana

El metge Galè va viure durant el segle ii dC. Va ser un acurat estudiant d'anatomia i les seves obres van exercir una forta influència en la medicina durant els següents mil quatre-cents anys. Estrabó, que va morir cap a l'any 23 dC, va ser geògraf i historiador. Els seus esbossos històrics en 47 volums s'han perdut gairebé tots. La seva Geografia encara és l'únic llibre antic existent que cobreix els diversos grups de persones i països coneguts pels grecs i els romans fins a l'època d'August. Pausànies, que va viure al segle ii dC, també va ser geògraf. La seva Descripció de Grècia és una guia de viatge que descriu la geografia i la història mítica de Grècia durant el segle ii. El llibre pren la forma d'un recorregut per Grècia, començant a Atenes i acabant a Naupacte.
El científic de l'època romana que va tenir més influència en les generacions posteriors va ser, sens dubte, l'astrònom Ptolemeu. Va viure durant el segle ii dC, encara que se sap poc de la seva vida. La seva obra mestra, El gran tractat, ha arribat a l'actualitat sota el títol Almagest, tal com va ser traduïda pels astrònoms àrabs amb aquest títol. Va ser Ptolemeu qui va idear una descripció detallada d'un univers amb la Terra al centre, una noció que va dominar el pensament astronòmic durant més de mil tres-cents anys. La visió ptolemaica de l'univers va perdurar fins que Copèrnic, Galileu, Kepler i altres astrònoms moderns primerencs la van substituir per l'heliocentrisme.

### Filosofia

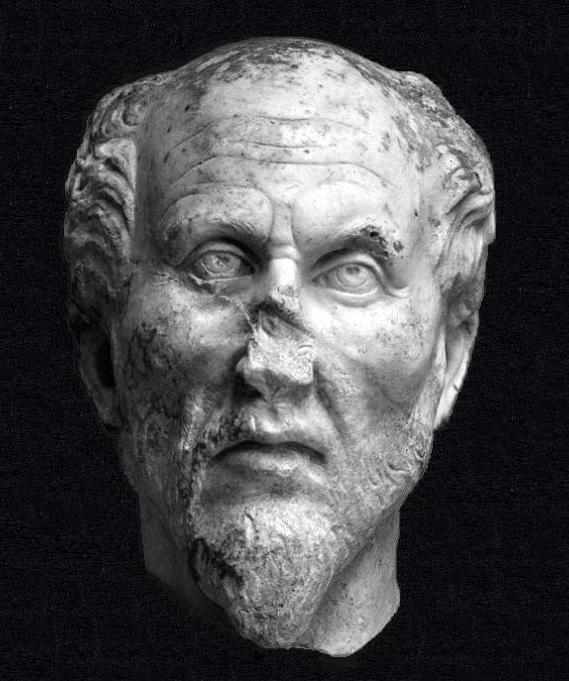
Cap de Plotí, un gran filòsof de l'època romana

Epictet (c. 55 dC – 135 dC) estava vinculat a la filosofia moral dels estoics. Els seus ensenyaments van ser recollits pel seu deixeble Arrià en els Discursos i l'Enquiridió.
Diògenes Laerci, que va viure al segle iii dC, va escriure Vides i opinions de filòsofs eminents, una voluminosa col·lecció de biografies de gairebé tots els filòsofs grecs que hagin viscut. Malauradament, Diògenes Laerci sovint no cita les seves fonts i molts historiadors moderns consideren el seu testimoni poc fiable. No obstant això, continua sent l'única font disponible sobre la vida de molts dels primers filòsofs grecs. Tanmateix, això no li resta importància, ja que conserva una enorme riquesa d'informació que d'altra manera no s'hauria conservat. La seva biografia d'Epicur, per exemple, és d'una qualitat particularment alta i conté tres llargues cartes atribuïdes al mateix Epicur, almenys dues de les quals s'acorda generalment que són autèntiques.
Un altre filòsof important del seu període va ser Plotí. Va transformar la filosofia de Plató en una escola anomenada neoplatonisme. Les seves Ennèades van tenir una àmplia influència en el pensament europeu fins a almenys al segle xvii. La filosofia de Plotí girava principalment al voltant dels conceptes de nous, psique i «Un».
Després de l'auge del cristianisme, molts dels filòsofs més importants van ser cristians. L'apologista cristià del segle ii Justí el Màrtir, que va escriure exclusivament en grec, va fer un ús extensiu d'idees de la filosofia grega, especialment del platonisme. Orígenes d'Alexandria, el fundador de la teologia cristiana, també va fer un ús extensiu de les idees de la filosofia grega i fins i tot va ser capaç de mantenir-se en contra del filòsof pagà Cels en el seu tractat apologètic Contra Celsum.

### Ficció en prosa

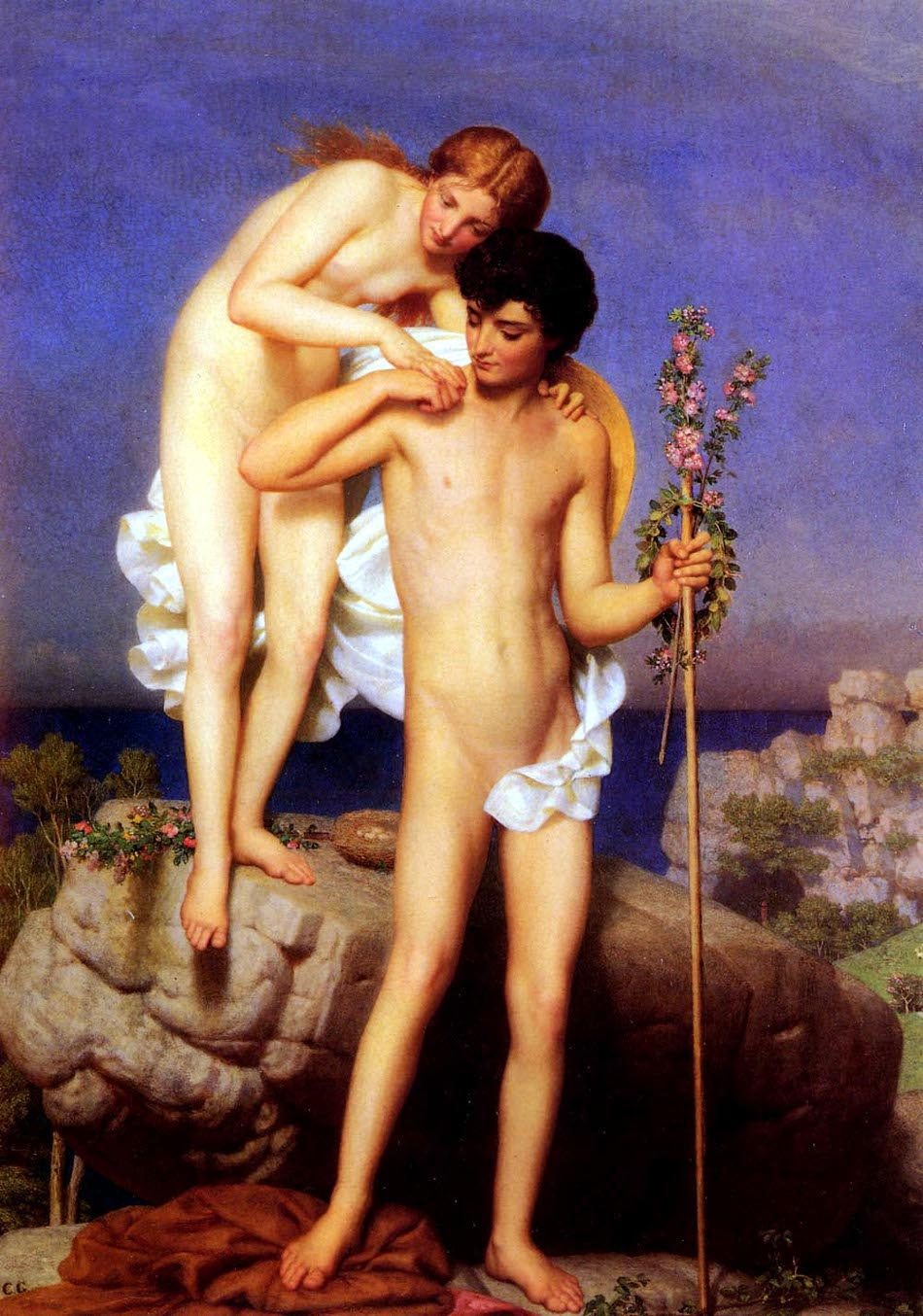
Una pintura del del pintor suís-francès Marc Gabriel Charles Gleyre que representa una escena de Daphnis i Chloe

El període romà va ser el moment en què es van compondre la majoria de les obres de ficció en prosa grega existents. Les novel·les gregues antigues Leucipe i Clitofont d'Aquil·les Taci i Dafnis i Cloe de Longus probablement van ser escrites a principis del segle ii dC. Dafnis i Cloe, amb diferència la més famosa de les cinc novel·les romàntiques de l'antiga Grècia, és una història nostàlgica de dos joves amants que creixen en un ambient bucòlic a l'illa grega de Lesbos. Viatge més enllà de Thule d'Antoni Diògenes també pot haver estat escrites a principis del segle ii dC, tot i que els estudiosos no estan segurs de la data exacta. Aquesta obra no ha sobreviscut fons als nostres dies en la seva forma completa, però n'ha sobreviscut un resum molt extens escrit per Foci I de Constantinoble. Efesíaca de Xenofont d'Efes va ser escrit probablement a finals del segle ii dC.

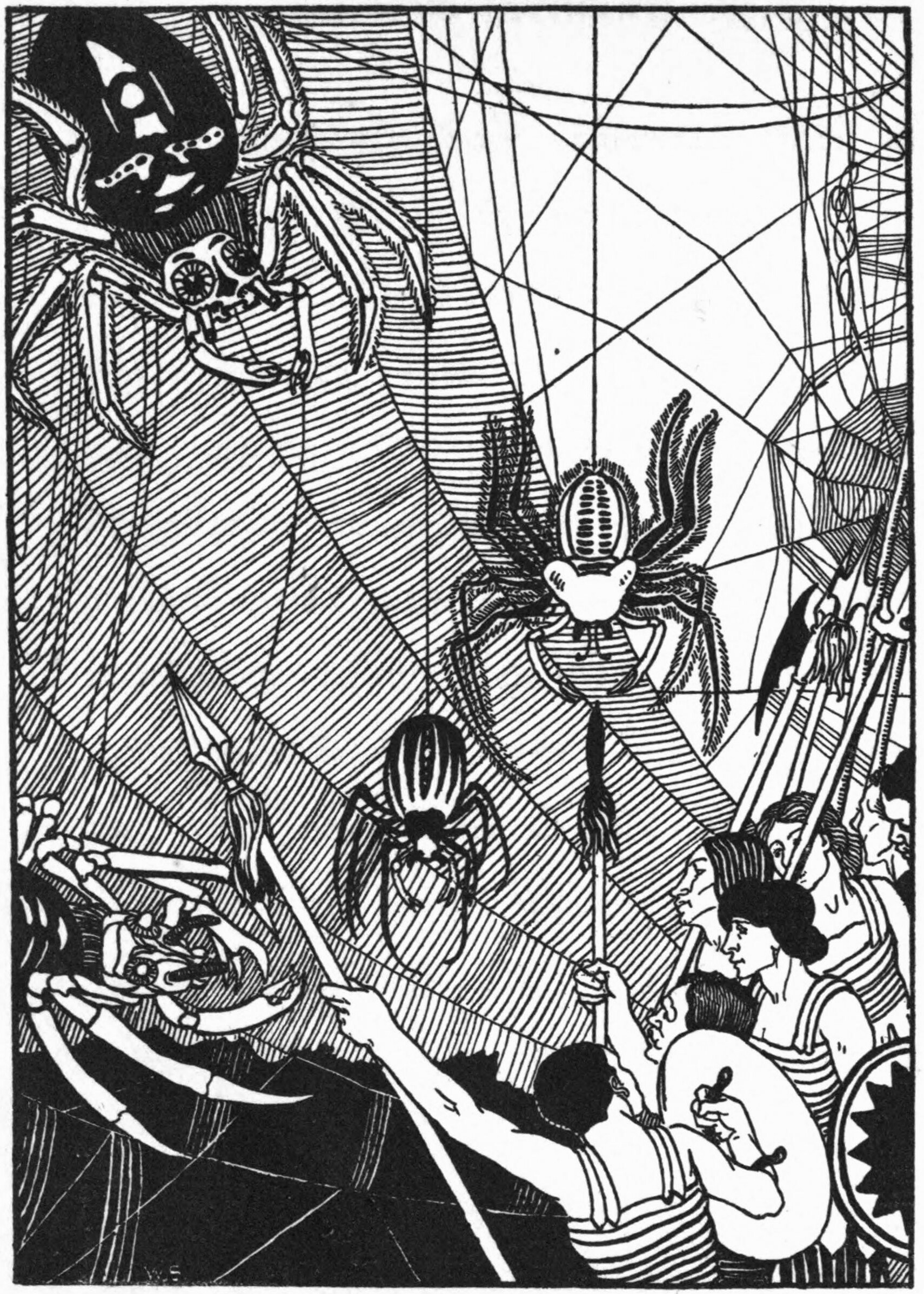
Il·lustració de 1894 de William Strang que representa una escena de batalla del primer llibre dHistòria vertadera de Llucià de Samòsata

El satíric Llucià de Samòsata va viure a finals del segle ii dC. Les obres de Llucià van ser increïblement populars durant l'antiguitat. Més de vuitanta escrits diferents atribuïts a Llucià han arribat fins als nostres dies. Gairebé totes les obres de Llucià estan escrites en dialecte àtic, el dialecte amb més prestigi social. El seu llibre De Dea Syria, però, va ser escrit en un fals dialecte jònic, imitant deliberadament el dialecte i l'estil d'Heròdot. L'obra més famosa de Llucià és la novel·la Història vertadera, que alguns autors han descrit com la primera obra de ciència-ficció supervivent. El seu diàleg Filopseudes conté diverses de les primeres històries de fantasmes conegudes així com la versió més antiga coneguda de «L'aprenent de bruixot». La seva carta Sobre la mort de Peregrí, una sàtira despietada contra els cristians, conté una de les primeres valoracions paganes del primer cristianisme.
Les Etiòpiques d'Heliodor d'Èmesa va ser escrit probablement durant el segle iii dC. Explica la història d'una jove princesa etíop anomenada Cariclea, que s'allunya de la seva família i viu moltes desventures pel món conegut. De totes les novel·les gregues antigues, la que va assolir el nivell més gran de popularitat va ser el Romanç d'Alexandre, un relat de ficció de les gestes d'Alexandre el Gran escrit al segle iii dC. Se n'han conservat vuitanta versions en vint-i-quatre idiomes diferents, fet que testimonia que, durant l'edat mitjana, la novel·la era gairebé tan popular com la Bíblia.:650–654 Les versions del Romanç d'Alexandre eren tan habituals al segle xiv que Geoffrey Chaucer va escriure que «…tots els homes que tinguin discreció / Ha reunit alguna cosa o tota la fortuna [d'Alexandre]».:653–654

## Llegat

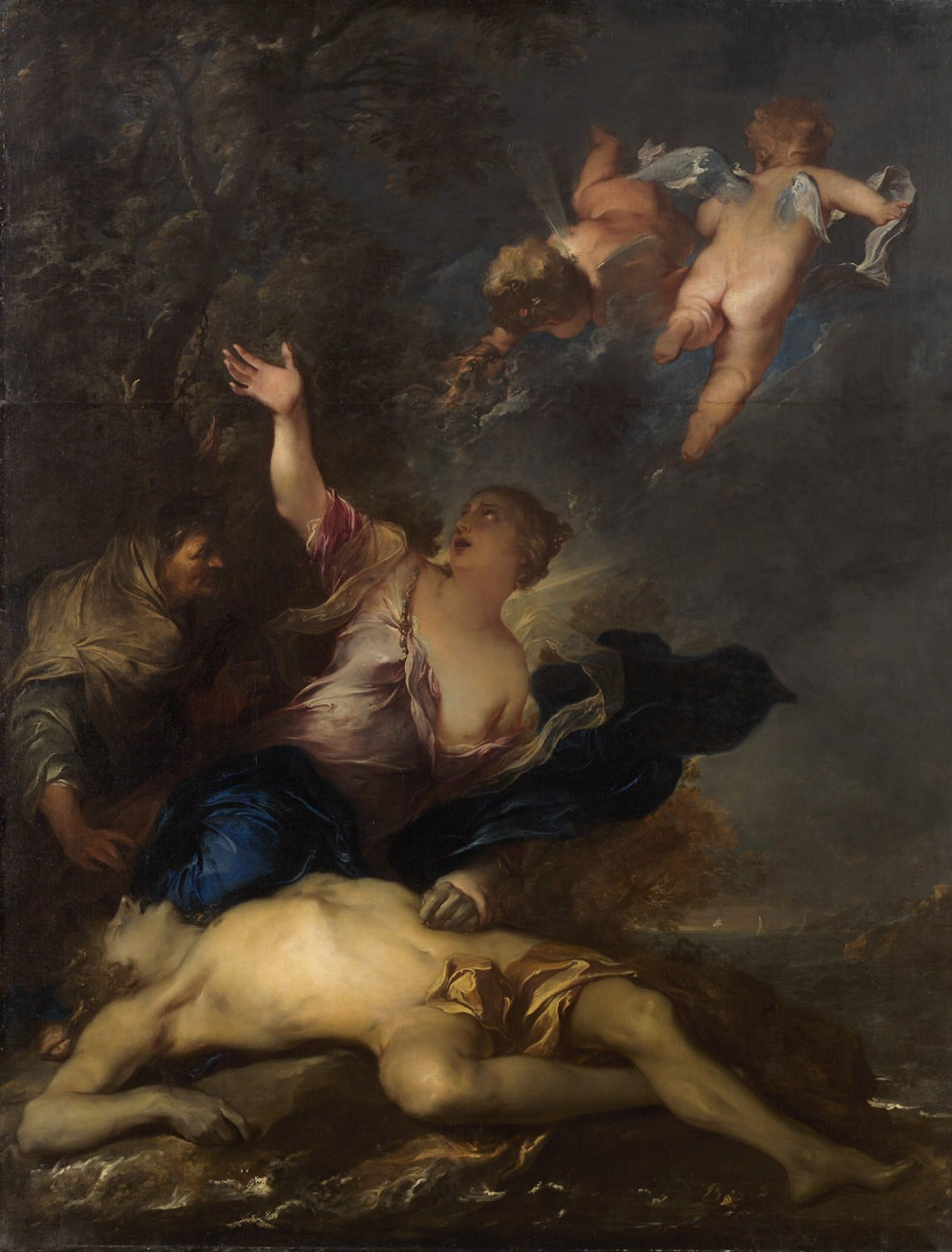
L'heroi plora el mort Leandre de Gillis Backereel (dècada de 1640)

La literatura grega antiga ha tingut un impacte enorme en el conjunt de la literatura occidental. Els autors romans antics van adoptar diversos estils i motius de la literatura grega antiga. Aquestes idees van ser posteriorment, al seu torn, adoptades per altres escriptors i crítics literaris d'Europa occidental. La literatura grega antiga va influir especialment en la literatura grega posterior. Per exemple, les novel·les gregues van influir en l'obra posterior Hero i Leandre, escrita per Museu. Els escriptors romans antics eren molt conscients del llegat literari grec antic i molts van emular deliberadament l'estil i la fórmula dels clàssics grecs en les seves pròpies obres. El poeta romà Virgili, per exemple, va modelar el seu poema èpic l'Eneida a partir de la Ilíada i l'Odissea.
Durant l'edat mitjana, la literatura grega antiga va ser en gran part oblidada a l'Europa occidental. L'escriptor medieval Roger Bacon va escriure que «no hi ha quatre homes a la cristiandat llatina que coneguin les gramàtiques grega, hebrea i àrab». No va ser fins al Renaixement que els escrits grecs van ser redescoberts pels estudiosos d'Europa occidental. Durant el Renaixement, el grec es va començar a ser ensenyat als col·legis i universitats d'Europa occidental per primera vegada, cosa que va provocar que els estudiosos d'Europa occidental redescobrissin la literatura de l'antiga Grècia. El Textus Receptus, el primer Nou Testament imprès en grec original, va ser publicat el 1516 per l'erudit humanista holandès Erasme de Rotterdam. Erasmus també va publicar traduccions al llatí de textos grecs clàssics, inclosa una traducció al llatí de les Els treballs i els dies d'Hesíode.

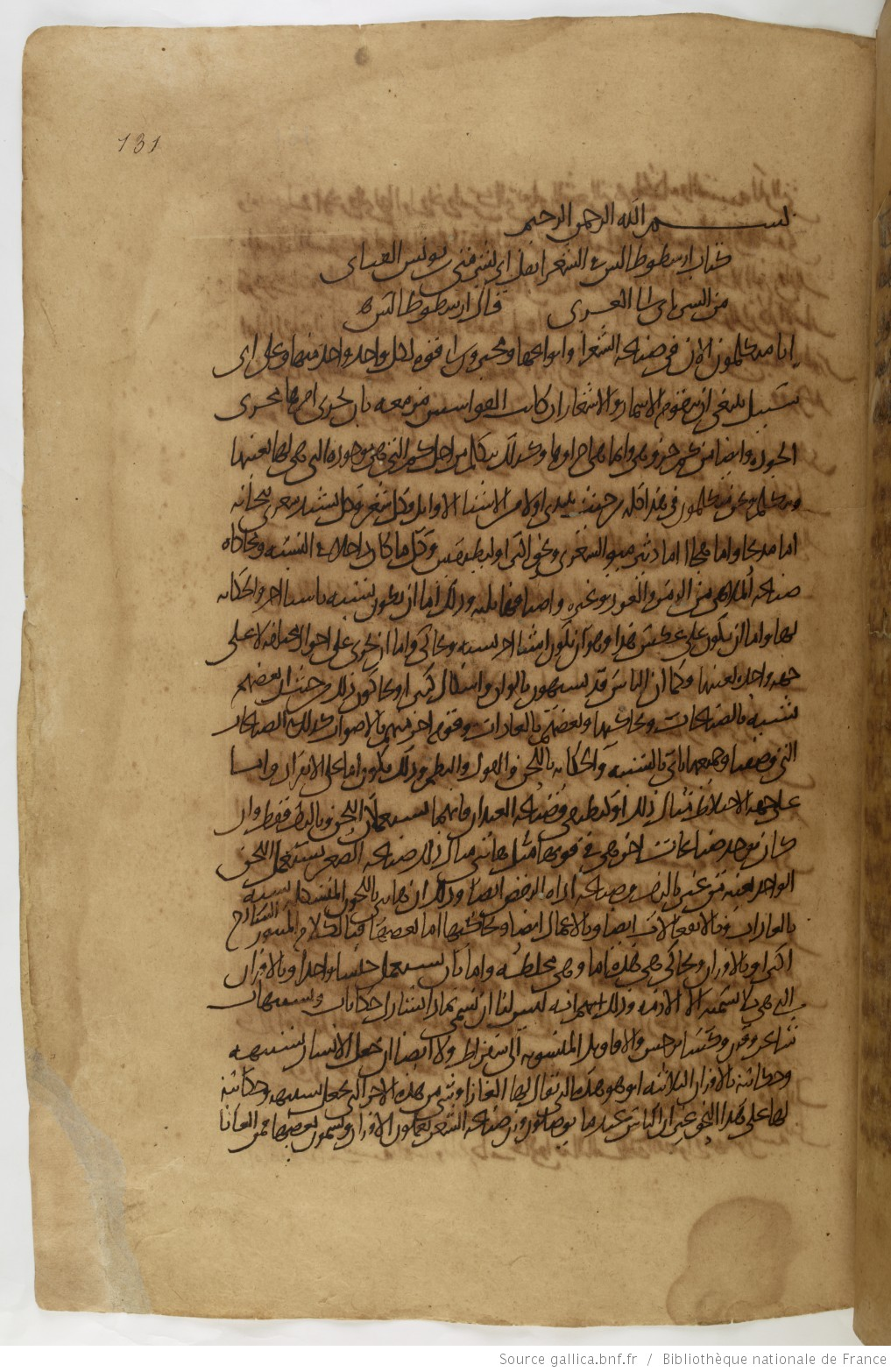
Pàgina d'una traducció àrab de la Poètica d'Aristòtil per Abū Bishr Mattā

La influència de la literatura grega clàssica en la literatura moderna també és evident. Nombroses figures de la literatura i la mitologia clàssiques apareixen al llarg de La Divina Comèdia de Dante Alighieri. Les Vides de Plutarc van ser una gran influència en William Shakespeare i van servir com a font principal darrere de les seves tragèdies Juli Cèsar, Antoni i Cleòpatra i Coriolà.:883–884 Les comèdies de Shakespeare La comèdia dels errors i Nit de Reis es basaven molt en temes de la Nova comèdia grecoromana.:881–882 Mentrestant, la tragèdia de Shakespeare Timó d'Atenes es va inspirar en una història escrita per Llucià i la seva comèdia Pèricles, príncep de Tir es va basar en una adaptació de l'antiga novel·la grega Apol·loni de Tir que es troba a la Confessio Amantis de John Gower.
El poema èpic El Paradís perdut de John Milton està escrit amb un estil similar a les dues èpiques homèriques. També fa al·lusions freqüents a figures de la literatura i la mitologia clàssiques, utilitzant-les com a símbols per transmetre un missatge cristià. Història vertadera de Llucià va ser part de la inspiració de la novel·la Els viatges de Gulliver de Jonathan Swift.:545 Bulfinch's Mythology, un llibre sobre mitologia grega publicat l'any 1867 i dirigit a un públic popular, va ser descrit per Carl J. Richard com «un dels llibres més populars mai publicats als Estats Units».
L'obra de teatre Pigmalió de George Bernard Shaw és una narració moderna i racionalitzada de l'antiga llegenda grega de Pigmalió.:794 La novel·la Ulisses de James Joyce, anunciada per la crítica com una de les obres més grans de la literatura moderna, és un relat de l'Odissea d'Homer ambientada a la Dublín actual. l'autora britànica de mitjan segle xx Mary Renault va escriure una sèrie de novel·les aclamades per la crítica inspirades en la literatura i la mitologia grega antiga, com ara The Last of the Wine i The King Must Die.
Fins i tot en obres que no es basen conscientment en la literatura grecoromana, els autors sovint utilitzen conceptes i temes originaris de l'antiga Grècia. Les idees expressades a la Poètica d'Aristòtil, especialment, han influït en generacions d'escriptors i crítics literaris occidentals. Una traducció llatina d'una versió àrab de la Poètica d'Averrois estava disponible durant l'edat mitjana. Els termes literaris grecs comuns que encara s'utilitzen avui en dia inclouen: catarsi, ethos, anagnòrisi, hamartia, hibris, mimesi, mythos, nèmesi, i peripècia.